# Сирочинский, Владимир Николаевич
Владимир Николаевич Сирочинский (1868 — ????) — физик, кандидат физико-математических наук, доцент, Герой Труда (1922).

## Биография
Родился в 1868 году в имении Калисберг Радошковичской волости Вилейского уезда в семье крестьянина.
Окончил учительскую семинарию в 1884 году. Народный учитель в Виленской губернии в 1884—1888 годах.
Окончил Виленский учительский институт в 1891 году, после чего работал учителем семинарии и народных училищ (1891—1893).
C 1893 года — слушатель курсов по физике для учителей средних школ при Петербургском университете. Учитель Витебского высшего начального училища в 1893—1904 годах. Преподаватель курсов по физике для учителей средних школ при Петербургском университетев 1904—1907 годах. Преподаватель физики Витебской гимназии и реального училища в 1907—1912. Наставник и преподаватель физики и математики Невельской гимназии и реального училища в 1912—1915 годах. Преподаватель физики и математики средних школ в Витебске (1915—1917).
Заведующий кафедрой физики Механо-строительного института в Витебске (1917—1924) и одновременно возглавлял кафедры физики в сельскохозяйственном (1917—1922) и педагогическом(1917—1921) институтах.
Ученый секретарь Главного политико-просветительного комитета Наркомпроса БССР в 1924—1925 годах. Ассистент, доцент кафедры физики БГУ (1924—1927) и одновременно доцент кафедры физики Коммунистического вуза (1924—1927). Заведующий кафедрой физики БГУ — Белорусского (Минского) медицинского института — в 1927—1941 годах.
Присвоено ученое звание доцента (1930), присуждена ученая степень кандидата физико-математических наук (1936), исполнял обязанности заведующего кафедрой физики Минского медицинского института (1944—1945).
Основное направление научно-практической деятельности — усовершенствование точности, чувствительности физических приборов и разработка новых приборов, в том числе для лабораторных занятий по физике:
- «Оригинальные приборы по физико-лабораторным работам», 1925;
- «Исследование точности и чувствительности ареометров», 1928;
- «Из лабораторной практики по физике», 1928;
- «Приборы по гидростатике», 1929;
- «Весовой вольтметр и амперметр», 1934;
- «Новые оригинальные приборы по физике», 1934.

## Награды
- За активную работу по организации высшего образования удостоен звания Героя Труда (1922).
- Награждён Почетной грамотой Белорусского медицинского института (1932).